# Landesschützen (Deutsches Reich)
Als Landesschützen wurde eine große Anzahl von Infanterieeinheiten des Heeres der Wehrmacht im Zweiten Weltkrieg bezeichnet. Sie bestanden hauptsächlich aus Wehrpflichtigen der Landwehr (35–45 Jahre, bei Kriegsbeginn also Geburtsjahrgänge 1894–1904) und des Landsturms (über 45 Jahre, bei Kriegsbeginn also ab Geburtsjahrgang 1894 und niedriger). Die Landesschützen übernahmen die Rollen, die beim Aufbau der Wehrmacht ursprünglich Landwehr- und Landsturmeinheiten zugedacht worden waren, da dieses Konzept bei Kriegsausbruch nicht umgesetzt wurde.

## Gliederung und Ausrüstung
Gliederung und Uniformierung entsprachen anderen Infanterieverbänden der Wehrmacht. Meist fehlten allerdings schwerere Waffen. Teils standen nicht einmal genug Uniformen zur Verfügung, die Bewaffnung bestand oft mehr oder weniger aus Beutewaffen, was wiederum Probleme bei der Munitionsversorgung und im geschlossenen Einsatz mit sich brachte.
Landesschützenverbände auf Divisionsebene gab es nicht. Eine gewisse Ähnlichkeit bestand zu den Landwehr-Divisionen. Diese gab es sowohl bei der Mobilmachung als auch bei der Aufstellung von Divisionen der 9. Aufstellungswelle, meist nur im Planungsstadium. Sie wurden dann wieder in Infanterie-Divisionen umbenannt. Die Landwehr-Division bestand aus älteren Jahrgängen und sollte hauptsächlich Sicherungsaufgaben dienen. Landesschützenregimenter und -bataillone wurden dann als bodenständige Einheiten in der Regel für diese Besatzungs- und Sicherungsaufgaben verwendet. Die Ausstattung und Ausbildung war entsprechend mangelhaft.

## Einsatz
Die Landesschützen waren überwiegend in Landesschützenbataillone (LSB) gegliedert, von denen jeder Wehrkreis mehrere aufstellte. Oftmals nahmen sie auch innerhalb ihres Wehrkreises Bewachungs- und Sicherungsaufgaben wahr. So waren die LSB 303, 305, 307, 316, 326, 333 und 334 des Wehrkreises III (Berlin-Brandenburg) zur Bewachung des Stammlagers III A (Kriegsgefangenenlager) eingesetzt.
Am Kampf nahmen die Verbände dementsprechend höchstens zur Verteidigung besetzter Gebiete oder des Heimatgebiets teil, sie sind allerdings nicht mit dem Volkssturm gleichzusetzen, der im Konzept zwar dem historischen Landsturm ähnelte, allerdings eine milizähnliche Parteiorganisation war und nicht aus regulären Wehrmachteinheiten bestand. Neben Kämpfen im Rahmen von Wehrmachtverbänden war gegen Kriegsende die Verteidigung der „Alpenfestung“ durch Tiroler Landesschützen geplant. Sie sollten Auffangstellungen besetzen, bis die sich aus Italien zurückziehenden Einheiten gesammelt hätten; dieser Plan auf Initiative des Gauleiters von Tirol-Vorarlberg, Franz Hofer, wurde jedoch nicht verwirklicht.
Die Landesschützen sind nicht zu verwechseln mit den österreich-ungarischen Landesschützen des Ersten Weltkrieges, bei denen es sich um eine moderne und gut ausgerüstete Gebirgstruppe handelte.